# Varga Zsuzsanna (színművész)
Varga Zsuzsanna névvariáns: Varga Zsuzsa (Kaposvár, 1970. május 27. –) Jászai Mari-díjas magyar színésznő, Varga Klári ikertestvére.

## Életpályája
1970. május 27. született Kaposváron. 1996-ban diplomázott a Színház – és Filmművészeti Főiskola színész szakán, Kerényi Imre osztályában. 1996-ban Kaposvárra szerződött, azóta tagja a Csiky Gergely Színház társulatának. Vendégként játszott a Turay Ida Színházban és fellépett a Déryné Vándorszíntársulattal. Édesapja Varga Tibor színművész, ikertestvére Varga Klári, szintén színésznő. Az ikrek nővére, a fiatalon elhunyt Varga Rita is színésznő volt.
A MATE Kaposvári Campus Rippl-Rónai Intézetének egyetemi adjunktusa.

## Fontosabb színházi szerepei
- William Shakespeare: Vízkereszt, vagy amit akartok … Viola, Sebastian
- William Shakespeare: Ahogy tetszik … Apród
- Carlo Goldoni: Chioggiai csetepaté … Pasqua asszony
- Jevgenyij Lvovics Svarc: Hétköznapi csoda … Hercegnő
- Jevgenyij Lvovics Svarc: Hókirálynő … Gerda
- Nyikolaj Vlagyimirovics Koljada: Murlin Murlo … Olga
- Mihail Afanaszjevics Bulgakov: Iván, a rettentő … Zinaida Mihajlovna
- Makszim Gorkij: Éjjeli menedékhely … Anna
- Alexander Galin: A verseny … Olga Puhova
- Jean Genet: A balkon … Chantal
- Pierre-Augustin Caron de Beaumarchais: Figaro házassága … Grófnő
- Heinrich von Kleist: Heilbronni Katica, avagy a tűzpróba … Katica
- Eduardo De Filippo: Nem fizetek!(Egy vasat se!) … Concetta
- Friedrich Schiller: Stuart Mária … Erzsébet, Anglia királynője
- George Bernard Shaw – Alan Jay Lerner – Frederick Loewe: My fair lady … Eliza
- Tennessee Williams: Üvegfigurák … Laura
- Peter Shaffer: Amadeus … Constanze
- Csiky Gergely: A nagymama … Tímár Karolin, nőnevelő intézet tulajdonosa
- Móricz Zsigmond: Nem élhetek muzsikaszó nélkül … Pólika (Turay Ida Színház)
- Füst Milán: Störr kapitány – A feleségeknek, akik elmennek … Maria (Störr szolgálólánya)
- Szép Ernő: Vőlegény … Kornél
- Molnár Ferenc: Az üvegcipő … Irma
- Molnár Ferenc: Liliom … Muskátné
- Móra Ferenc - Deres Péter: Hannibál tanár úr … Lola
- Örkény István: Kulcskeresők … Erika
- Sarkadi Imre: Elveszett paradicsom … Klári
- Tamási Áron: Énekes madár … Kömény Ignáczné, a Móka anyja
- Falussy Lilla: Mit meg nem ád az élet … Karády (Déryné Vándorszíntársulat)
- Háy János – Lovasi András: A kéz … Anya
- Székely Csaba: Bányavirág … (felolvasószínház)
- Kovács Márton – Mohácsi István – Mohácsi János: Csak egy szög
- Tasnádi István: Finito … Blondinné (Vali)
- Szőcs Artur: Cigánytábor az égbe megy … Ruzalinda (Zobar testvére)
- Szálinger Balázs: A tiszta méz … Narrátor (speaker, második nő)
- Németh Ákos: Babett hazudik … Rendőrnő
- Darvasi László: Störr kapitány … Maria
- Ödön von Horváth: Kazimir és Karoline … Erna
- Johann Strauss: Cigánybáró … Mirabella
- Lehár Ferenc: A víg özvegy … Praskovia
- Lehár Ferenc: Luxemburg grófja … Fleury; Juliette
- Eisemann Mihály – Zágon István – Vajda Anikó – Vajda Katalin: Hippolyt, a lakáj … Aranka
- Eisemann Mihály – Somogyi Gyula – Zágon István: Fekete Péter … Claire
- Huszka Jenő – Martos Ferenc: Lili bárónő … Illésházy Agatha
- Huszka Jenő – Szilágyi László: Erzsébet … Waldeck Stefi
- Ábrahám Pál: Bál a Savoyban … La Tangolita
- Szirmai Albert – Bakonyi Károly – Békeffi István – Kaszó Elek: Mágnás Miska … Balogh Mária
- Kacsóh Pongrác – Heltai Jenő – Bakonyi Károly: János vitéz … A gonosz mostoha
- Vajda Katalin – Valló Péter – Fábri Péter : Anconai szerelmesek … Viktória
- Stendhal – Müller Péter Sziámi – Tolcsvay László: Vörös és fekete … De La Mole márkiné
- Leonard Bernstein – Arthur Laurents – Stephen Sondheim: West Side Story … Közöske
- Joseph Heller – Mohácsi János – Mohácsi István: Megbombáztuk Kaposvárt
- Brian Friel: Philadelphia, nincs más út! … Kate
- Tracy Letts: Augusztus Oklahomában … Johanna Moneveta
- Michael Frayn: Veszett fejsze … Czirják Hanna (színésznő)
- David Seidler: A király beszéde … Myrtle
- April De Angelis: Színházi bestiák … Mrs. Marshall (20 végén)
- Kerékgyártó István: Rükverc – (kaposvári történet)
- Urbán Gyula: Egerek … Szeréna Mama
- Marton Mária – Dávid Zsuzsa: Könnyek nélkül … játssza: Varga Zsuzsanna
- Péter Gombos – Osztályvigyázz! … szereplő

## Filmes és televíziós szerepei
- Szabó István: Budapest
- Jancsó Miklós: Nekem lámpást adott kezembe az Úr Pesten
- Grunwalsky Ferenc: Visszatérés
- Fazekas Lajos: Kisváros
- Kisjátékfilmek epizódszerepei

## Díjai
- Jászai Mari-díj (2001)
- Fedák Sári-díj (2023)[2]

## Szinkronszerepei

### Filmek
| Év   | Cím                                                       | Szereplő                    | Színész            | Szinkron év |
| ---- | --------------------------------------------------------- | --------------------------- | ------------------ | ----------- |
| 1949 | A főfelügyelő (2. magyar szinkron)                        | Leza                        | Barbara Bates      | 1997        |
| 1955 | A pillanat embere                                         | Szobalány                   | Lisa Gastoni       | 1995        |
| 1970 | Öt könnyű darab (3. magyar szinkron)                      | N/A                         | N/A                | 1995        |
| 1973 | A nagy kóceráj (1. magyar szinkron)                       | Martine, titkárnő a gyárban | N/A                | 1996        |
| 1973 | A skarlát betű                                            | N/A                         | N/A                | 1996        |
| 1982 | Garni-zóna (3. magyar szinkron)                           | Paula Pokrifki              | Debra Winger       | 2002        |
| 1984 | A flamingókölyök (2. magyar szinkron)                     | Nikki Willis                | Martha Gehman      | 1997        |
| 1984 | Péntek 13. – IV. rész: Az utolsó fejezet                  | Terri                       | Carey More         | 1997        |
| 1986 | Gloriett a hullának                                       | Sally Legge                 | Caroline Langrishe | 1996        |
| 1987 | Bérbarátnő álomáron                                       | Cindy Mancini               | Amanda Peterson    | 1997        |
| 1987 | Egy ausztrál lány szerelme Rómában                        | Susan                       | Lara Wendel        | 1997        |
| 1987 | Eszelős Hollywood (1. magyar szinkron)                    | N/A                         | N/A                | 1995        |
| 1988 | A vadnyugat fiai (2. magyar szinkron)                     | N/A                         | N/A                | 1996        |
| 1989 | Amerikai nindzsa 3. – Véres vadászat (2. magyar szinkron) | Chan Lee                    | Michele B. Chan    | 1998        |
| 1989 | Ébredő szívek                                             | N/A                         | N/A                | 1995        |
| 1989 | Péntek 13. – VIII. rész: Borzalom New York-ban            | Rennie Wickham              | Jensen Daggett     | 1997        |
| 1989 | Táncőrület                                                | Melaina                     | Bridget Fonda      | 1996        |
| 1990 | A ciklon illata                                           | N/A                         | N/A                | 1995        |
| 1991 | A kárbecslő                                               | N/A                         | N/A                | 1998        |
| 1991 | A szép bajkeverő                                          | Julienne                    | Marianne Denicourt | 1999        |
| 1991 | Izzó szenvedélyek                                         | N/A                         | N/A                | 1995        |
| 1992 | Beépített terrorista                                      | N/A                         | N/A                | 1995        |
| 1992 | Lángoló tenger – Az Exxon Valdez katasztrófa              | N/A                         | N/A                | 1997        |
| 1992 | Medicine Man (2. magyar szinkron)                         | N/A                         | N/A                | 1996        |
| 1993 | Gyengéd fúria                                             | Sari                        | Bella Esperance    | 1995        |
| 1993 | Halálvonat                                                | Camille Yamamura            | Helen Miya         | 1995        |
| 1993 | Volt egyszer egy zsaru                                    | Annie Lee                   | Athena Chu         | 1995        |
| 1994 | Az elveszett hercegnő                                     | N/A                         | N/A                | 1995        |
| 1994 | Bűnös álmok                                               | N/A                         | N/A                | 1995        |
| 1994 | Don Juan deMarco                                          | Doña Ana                    | Géraldine Pailhas  | 1996        |
| 1994 | Fehér Agyar 2.: A fehér farkas mítosza                    | Lily Joseph                 | Charmaine Craig    | 1995        |
| 1994 | Kis Odessza                                               | Alla Shustervich            | Moira Kelly        | 1996        |
| 1994 | Mrs. Parker és az ördögi kör                              | Jane Grant                  | Martha Plimpton    | 1996        |
| 1994 | Részeges karatemester 2.                                  | N/A                         | N/A                | 1995        |
| 1995 | A csendes kopó                                            | N/A                         | N/A                | 1996        |
| 1995 | A donor                                                   | Cassie                      | Amanda Tapping     | 1996        |
| 1995 | Aljas indokból                                            | N/A                         | N/A                | 1996        |
| 1995 | Az ártatlan alvás                                         | N/A                         | N/A                | 1996        |
| 1995 | Az ügynök bosszúja                                        | N/A                         | N/A                | 1995        |
| 1995 | Gyilkos kobold 3.                                         | Tammy Larsen                | Lee Armstrong      | 2009        |
| 1995 | Halálos kötődés                                           | Celia Graves                | Gabrielle Anwar    | 1996        |
| 1995 | Ivanhoe (1. magyar szinkron)                              | Rowena                      | Rachel Blanchard   | 1996        |
| 1995 | Négy szoba                                                | Kiva                        | Alicia Witt        | 1996        |
| 1995 | Nem vagy te intéző…                                       | N/A                         | N/A                | 1998        |
| 1995 | Ősamazonok (2. magyar szinkron)                           | N/A                         | N/A                | 1998        |
| 1995 | Repülő erőd                                               | N/A                         | N/A                | 1995        |
| 1995 | Szabadesés: A 174-es járat                                | Norma Sax                   | Molly Parker       | 1996        |
| 1995 | Terápia                                                   | N/A                         | N/A                | 1996        |
| 1995 | Végállomás                                                | N/A                         | N/A                | 1996        |
| 1996 | A kukorica gyermekei 4. – A gyűlés                        | Grace Rhodes                | Naomi Watts        | 1997        |
| 1996 | Bárbarátok                                                | Christy                     | Deena Martin       | 1997        |
| 1996 | Háborús zóna                                              | Hercegnő                    | Dawn Stern         | 1996        |
| 1996 | Rettegés                                                  | Nicole Walker               | Reese Witherspoon  | 1997        |
| 1996 | Strip tűz                                                 | Kindra                      | Yeniffer Behrens   | 1996        |
| 1997 | Az ötödik elem                                            | N/A                         | N/A                | 1997        |
| 1997 | Fókaütők bandája                                          | N/A                         | N/A                | 1998        |
| 1997 | Nevada                                                    | Linny                       | Gabrielle Anwar    | 2009        |
| 1997 | Végállomás a Saber folyónál                               | N/A                         | N/A                | 1997        |
| 1998 | Kemény dió                                                | Julie Freeman               | Rebecca Gayheart   | 1999        |
| 1999 | Vakságra ítélve                                           | N/A                         | N/A                | 2003        |
| 2000 | Az ezeregy éjszaka meséi                                  | N/A                         | N/A                | 2000        |
| 2001 | 13 kísértet                                               | Maggie Bess                 | Rah Digga          | 2002        |
| 2001 | Az elveszett világ 1-2.                                   | Agnes Cluny                 | Elaine Cassidy     | 2005        |
| 2018 | Családi szívás                                            | Jojo                        | Kristen Schaal     | 2018        |

### Sorozatok
| Év   | Cím               | Szereplő       | Színész            | Szinkron év |
| ---- | ----------------- | -------------- | ------------------ | ----------- |
| 1968 | Star Trek III.    | Sylvia         | Bonnie Beecher     | 1998        |
| 1983 | Magnum IV.        | Wendy Wright   | Alice Cadogan      | 1995        |
| 1994 | Szívtipró gimi I. | Chaka Cardenes | Isabella Gutierrez | 1995        |

### Rajzfilmek
| Év   | Cím                                      | Szereplő | Szinkronhang  | Szinkron év |
| ---- | ---------------------------------------- | -------- | ------------- | ----------- |
| 1955 | Susi és Tekergő                          | Susi     | Barbara Luddy | 1997        |
| 1998 | Mulan legendája                          | Mulan    | N/A           | 1999        |
| 2000 | Susi és Tekergő 2. – Csibész, a csavargó | Susi     | Jodi Benson   | 2001        |